# Gazella arabica bilkis
Gazella arabica bilkis is een uitgestorven zoogdier uit de familie van de holhoornigen (Bovidae). De wetenschappelijke naam van de soort werd voor het eerst geldig gepubliceerd door Groves & Lay in 1985.

## Voorkomen
De soort kwam voor in Jemen.